# 4957 Brucemurray
4957 Brucemurray este un asteroid din grupul Amor, descoperit pe 15 decembrie 1990 de Eleanor Helin.